# Prehistorik Man
Prehistorik Man est un jeu vidéo de plates-formes développé et édité par Titus Interactive en 1995 sur Super Nintendo. Une seconde version est développée sur Game Boy. Le jeu est porté sur Game Boy Advance en 2001.

## Synopsis
Le jeu se passe à la Préhistoire. Des dinosaures pénètrent durant la nuit dans un village préhistorique et volent toute la nourriture. Le lendemain matin, Sam, un habitant du village découvre le ravage et va voir aussitôt le chef de la tribu, qui a eu aussi vent de cette catastrophe. Leur monnaie étant les os, Sam, accompagné de plusieurs habitants, dont l'inventeur, le forgeron, le guide et le chef, va aller dans la Vallée des Os, dans le grand Nord, où s'éteignent les dinosaures. Il parcourra un grand nombre de lieux pour arriver là-bas : des plaines aux volcans en passant notamment par des canyons, des jungles ou des villages de yétis…

## Système de jeu
Le jeu se compose de vingt-trois niveaux. Pour accéder aux quatre niveaux bonus, le joueur doit retrouver les lettres B, O, N, U et S. Également, il y a 4 boss.

## Série
1. Prehistorik (1991, Amiga, Amstrad CPC, Atari ST, DOS)
2. Prehistorik 2 (1993, Amstrad CPC, PC[3])
3. Prehistorik Man

## Accueil
- Joypad : 90 % (Super Nintendo)[4]